# Augustin Schmied
Augustin Schmied CSsR (* 1932 in Deutsch Wernersdorf, Tschechoslowakei) ist ein deutscher Ordenspriester und römisch-katholischer Theologe. 

## Leben
Er trat 1952 in die Ordensgemeinschaft der Redemptoristen ein und begann im gleichen Jahr ein Studium der Theologie und Philosophie an der Hochschule der Redemptoristen in Gars. 1957 wurde er zum Priester geweiht und setzte seine theologischen Studien an der Universität Innsbruck fort. Er war ab 1962 Dozent und von 1967 bis 1971 Professor für Dogmatik bzw. Fundamentaltheologie an der Hochschule in Gars, später Lehrbeauftragter an den Philosophisch-Theologischen Hochschulen in Hennef und in Sankt Augustin, von 1973 bis 1995 Dozent am Institut für Lehrerfortbildung in Gars. Ab 1996 gehörte er zur Kommunität Sankt Alfons in Würzburg und war im Nebenamt an der Katholischen Akademie Domschule Würzburg tätig, wo er sich insbesondere im Studienbereich „Theologie im Fernkurs“ verdient machte. Er war Schriftleiter der Zeitschrift Theologie der Gegenwart und veröffentlichte Bücher und Aufsätze zu theologischen und spirituellen Themen. 
Seine 1957 unter Karl Rahner begonnene Dissertation wurde 2023 mit der öffentlichen Verteidigung abgeschlossen. 2008 würdigte die Katholisch-Theologische Fakultät der Universität Erfurt das Engagement von Augustin Schmied mit der Verleihung der Ehrendoktorwürde. Zu diesem Zeitpunkt lebte er im Kloster Forchheim.

## Schriften (Auswahl)
- Was spricht für uns? Betrachtungen zur Geschichte und Botschaft Jesu. München 1979, ISBN 3-87391-010-1.
- Dem Leben auf der Spur. Jesus als Herausforderung und Ermutigung. Würzburg 1990, ISBN 3-429-01310-0.
- Schlüsselworte der christlichen Botschaft. Grundthemen des Glaubens. Innsbruck 2013, ISBN 3-7022-3307-5.
- Lebensperlen – Glaubensperlen. Die Komm-Worte Jesu. Stuttgart 2013, ISBN 3-460-27172-8.